# Roberta Brunet
Pour les articles homonymes, voir Brunet.
Roberta Brunet, née le 20 mai 1965 à Aoste, est une ancienne athlète italienne.
Aux Jeux olympiques d'été de 1996 d'Atlanta, elle a remporté la médaille de bronze du 5000 m derrière la Chinoise Junxia Wang et la Kenyane Pauline Konga.

## Palmarès

### Jeux olympiques
- Jeux olympiques 1996 à Atlanta (États-Unis)
  -  Médaille de bronze sur 5000 m

### Championnats du monde
- Championnats du monde d'athlétisme 1997 à Athènes (Grèce)
  -  Médaille d'argent sur 5000 m

### Championnats d'Europe
- Championnats d'Europe d'athlétisme 1990 à Split (Yougoslavie)
  -  Médaille de bronze sur 3000 m